# Primeiros sete concílios ecumênicos

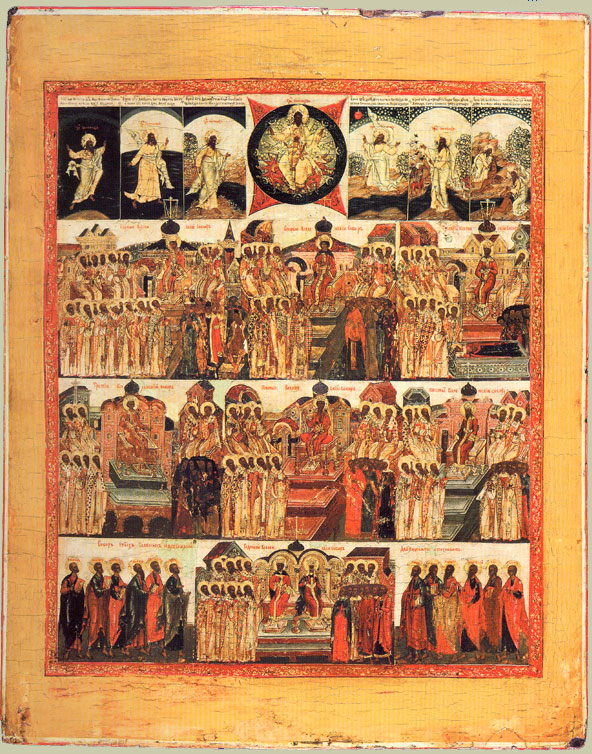
Os sete primeiros concílios ecumênicos.
Ícone do século XIX

Na história do cristianismo, os primeiros sete concílios ecumênicos, começando no Primeiro Concílio de Niceia em 325 e terminando no Segundo Concílio de Niceia em 787 são os concílios ecumênicos que representam, quando vistos em conjunto, a tentativa de alcançar alguma forma de consenso ortodoxo para se estabelecer uma cristandade unida para suportar a igreja estatal do Império Romano. O Grande Cisma do Oriente, ocorrido formalmente em 1054, mas cujas raízes são muito mais antigas, ainda estava a três séculos no futuro em 787, mas já na época as grandes sés ocidentais, embora ainda estivessem formalmente em plena comunhão com a igreja estatal do Império Bizantino, estavam todas fora do território imperial e o papa coroaria Carlos Magno imperador do ocidente apenas treze anos depois.
Igrejas ortodoxas, católicas e anglicanas reivindicam a sucessão de seu clero - através da chamada sucessão apostólica - até este período ou até antes, ao cristianismo primitivo (pré-niceno). Porém, rupturas que persistem ainda hoje já ocorriam na época.
A Igreja do Oriente aceitou os dois primeiros dos sete concílios, mas rejeitou o terceiro, o Primeiro Concílio de Éfeso (431). O Concílio Quinissexto (692), que tentou estabelcer a pentarquia e que não é geralmente contado como um dos sete concílios ecumênicos, não é aceito pela Igreja Católica Romana, que também considera terem havido muitos outros concílios ecumênicos depois dos sete primeiros.
O período começa com o Primeiro Concílio de Niceia, que enunciou o "credo niceno" que, em sua forma original e na modificada pelo Primeiro Concílio de Constantinopla em 381, era a pedra fundamental da ortodoxia na doutrina da Trindade. Neste ponto, embora os imperadores já não mais morassem em Roma, a igreja da cidade era vista como a primeira entre igrejas iguais. Em 330. Constantino construiu sua "Nova Roma", que ficou conhecida como Constantinopla, no oriente. Todos os sete concílios foram realizados neste "oriente", especificamente nos primeiros centros cristãos da Anatólia e na própria capital imperial.
O primeiro acadêmico a considerar este período como um conjunto foi Philip Schaff, que escreveu  "Os Sete Concílios Ecumênicos da Igreja Não-Dividida", publicado pela primeira vez depois da sua morte em 1901. O tema é de particular interesse para os proponentes da paleo-ortodoxia que buscam recuperar a doutrina da igreja anterior aos grandes cismas.

## Os concílios
Os sete primeiros concílios ecumênicos foram:
1. Primeiro Concílio de Niceia (325)
2. Primeiro Concílio de Constantinopla (381)
3. Primeiro Concílio de Éfeso (431)
4. Concílio de Calcedônia (451)
5. Segundo Concílio de Constantinopla (553)
6. Terceiro Concílio de Constantinopla (680)
7. Segundo Concílio de Niceia (787)

Porém, como já dito, eles não são todos universalmente aceitos como sendo ecumênicos. A Igreja do Oriente aceita apenas os dois primeiros e a Ortodoxia Oriental, apenas os três primeiros. Os antitrinitários, como os unitarianos, mórmons, quacres, cristadelfianos e testemunhas de Jeová rejeitam todos os sete.

### Primeiro Concílio de Niceia (325)

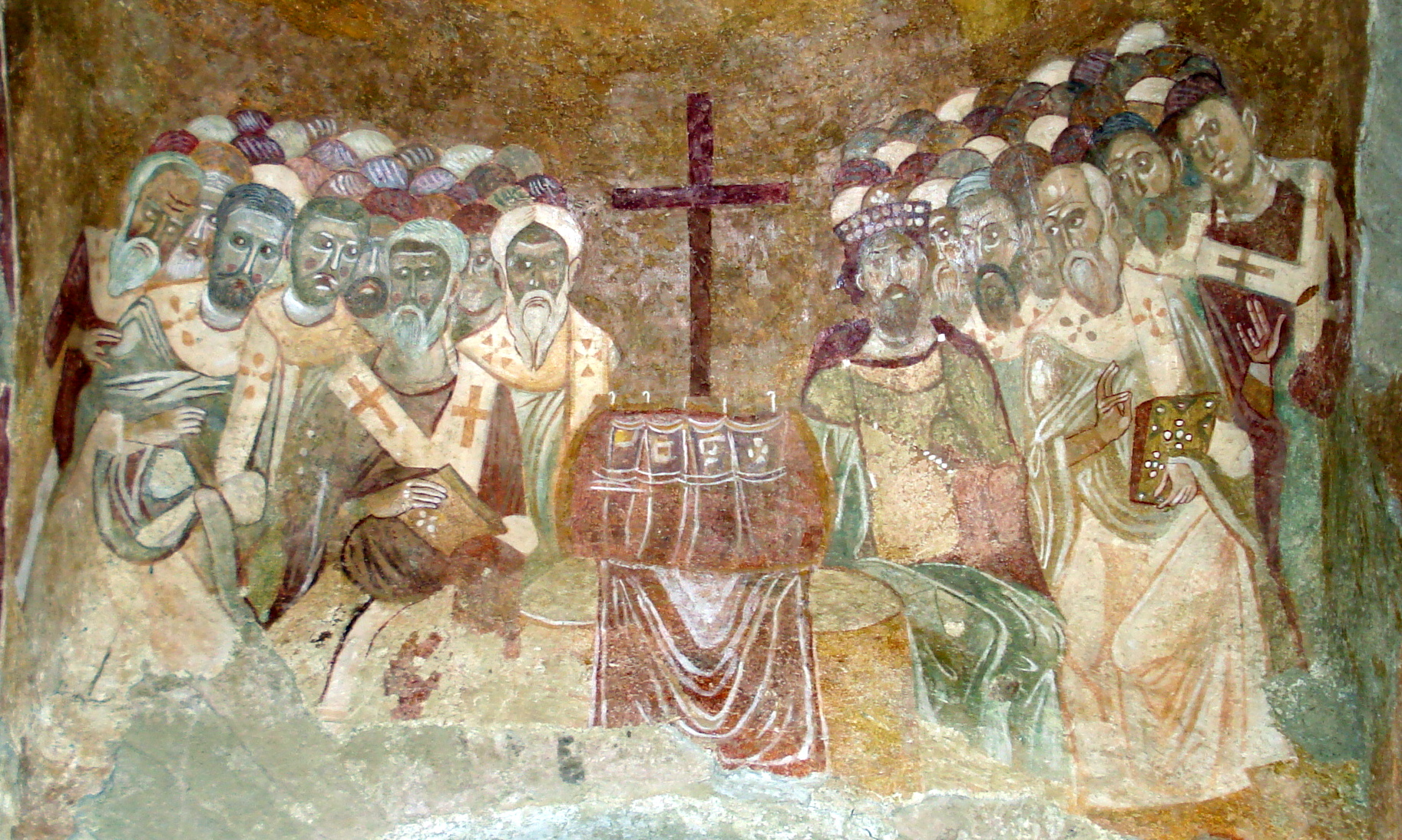
Primeiro Concílio de Niceia (325) e São Nicolau de Mira.
Afresco bizantino na Igreja de São Nicolau em Mira (atual Demre, na Turquia).

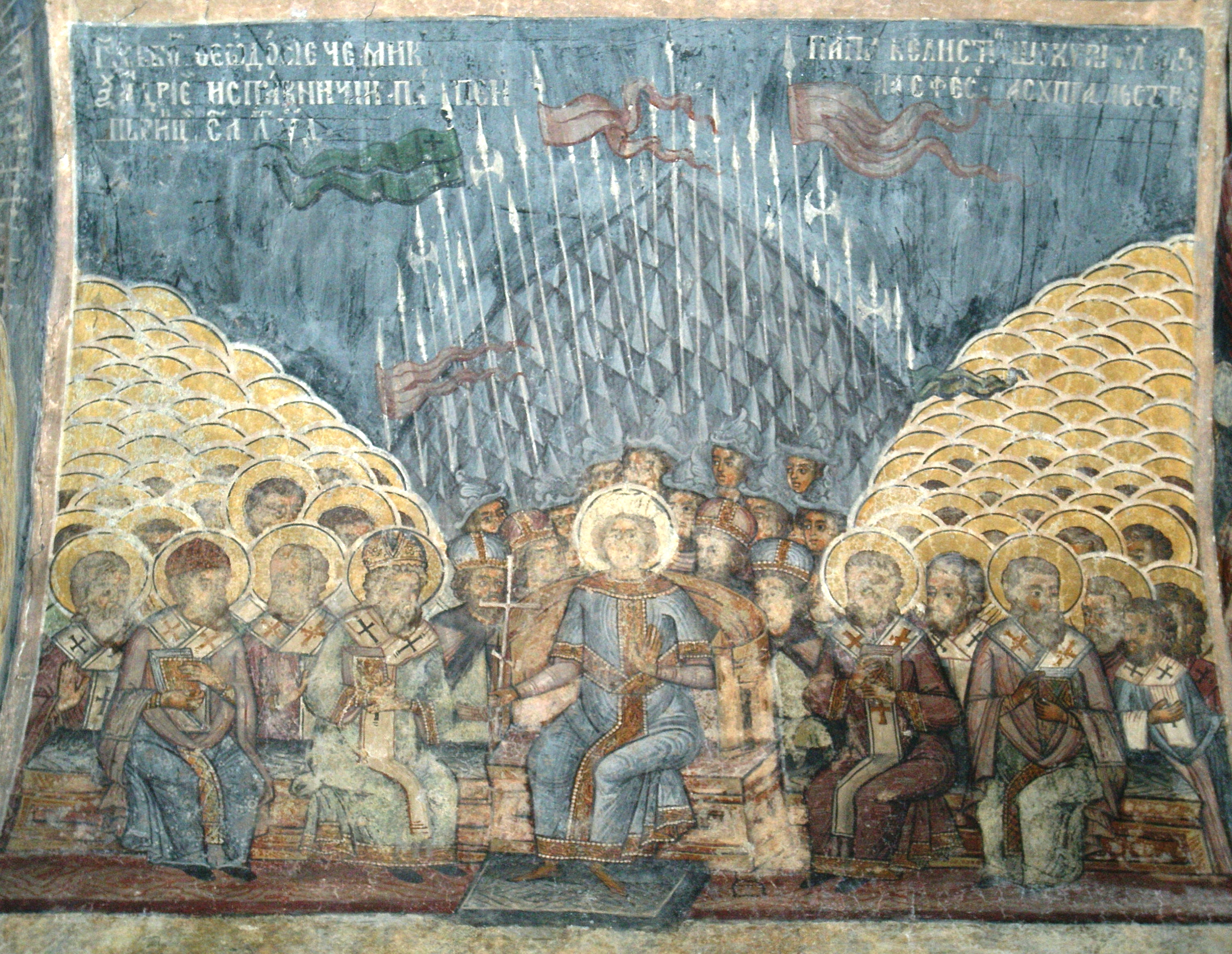
Primeiro Concílio de Constantinopla (381).
Afresco bizantino na Igreja de Stavropoleos, em Bucareste, Romênia.

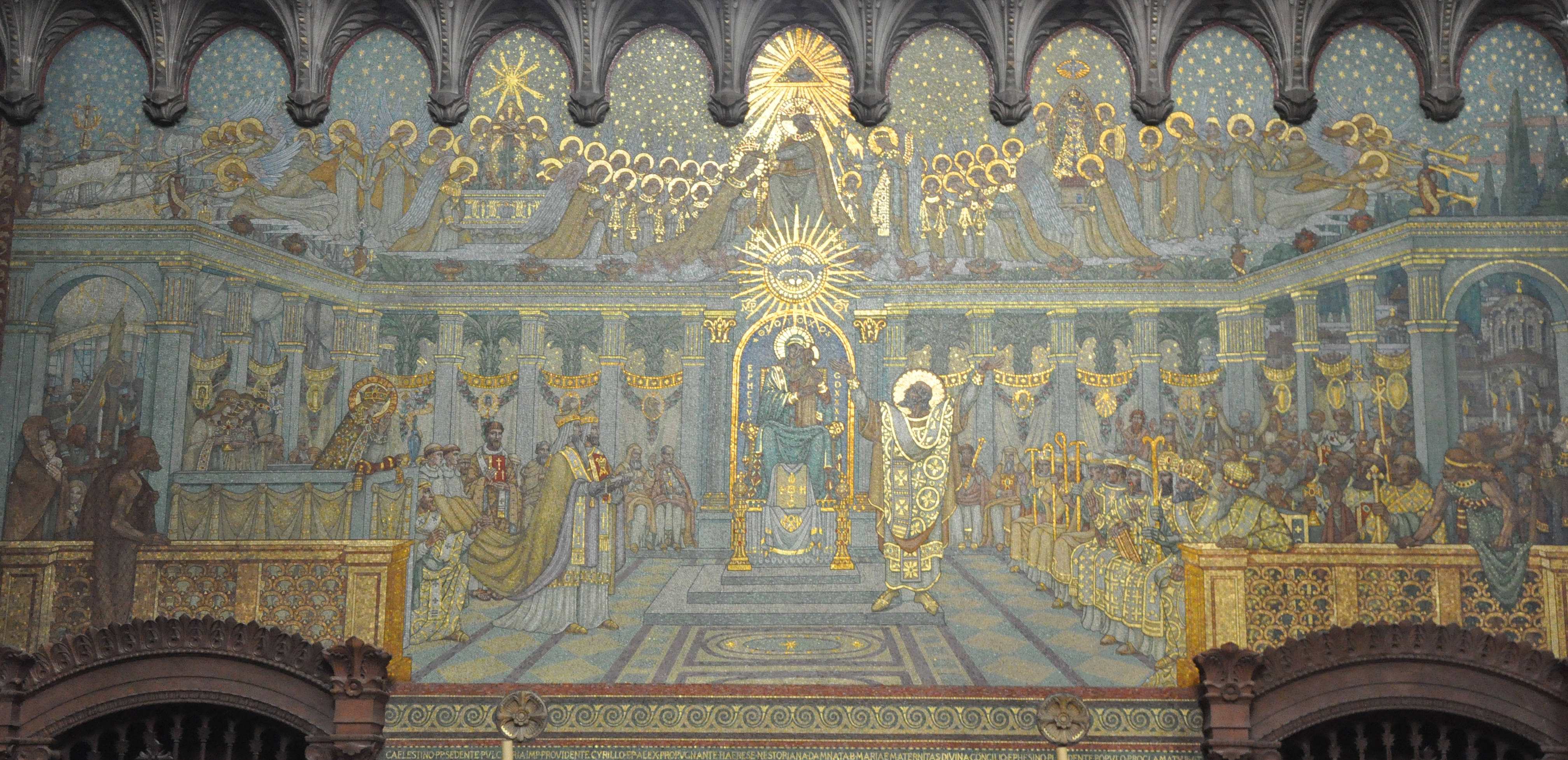
Primeiro Concílio de Éfeso (431).
Pintura na Igreja de Notre-Dame de Fourvières em Lyon, na França. No centro à direita está Cirilo de Alexandria.

O imperador romano Constantino convocou este concílio para resolver uma controvérsia importante na época que tratava da relação de Jesus Cristo (Deus Filho) com Deus Pai e para estabelecer um acordo universal sobre o tema. Antes deste concílio, os bispos se reuniam apenas em encontros regionais como o Concílio de Jerusalém, e jamais havia ocorrido um encontro universal (ou ecumênico) antes. Mas, desta vez, representantes vieram de todos os cantos do império, em viagens custeadas pelo imperador.
O concílio produziu um credo, o credo niceno original, que recebeu apoio quase unânime. A doutrina do concílio de um "Filho unigênito do Pai" (Jesus) como sendo da mesma substância que o Pai se tornou a pedra fundamental do trinitarismo cristão. O concílio também tratou do tema da data da Páscoa (veja quartodecimanismo e a controvérsia da Páscoa), reconheceu o direito da sé de Alexandria de jurisdição fora de sua própria província (numa analogia com a prática da jurisdição exercida por Roma) e as prerrogativas das igrejas em Antioquia e em outras províncias. Ele aprovou também o costume pelo qual a sé de Jerusalém era honrada, mas sem a distinção de uma sé metropolitana.
O concílio foi combatido pelos arianos e Constantino tentou reconciliar o seu primeiro proponente, Ário, com a Igreja. Mesmo depois da morte dele, em 336, um ano antes da morte do imperador, a controvérsia ainda continuava, com vários grupos distintos defendendo a doutrina ariana - em várias nuances diferentes - por todo o império. Em 359, um duplo concílio de bispos ocidentais (em Rimini) e orientais (em Selêucia) propôs uma fórmula que dizia que o Pai e o Filho eram similares "de acordo com as escrituras", uma vitória para o arianismo. Os ortodoxos se organizaram e o Primeiro Concílio de Constantinopla de 381 marcou a vitória final da ortodoxia nicena por todo o império, embora o arianismo ainda tenha sobrevivido entre as tribos germânicas e só tenha desaparecido de vez depois da conversão dos francos em 493.

#### Cinquenta bíblias de Constantino
Em 331, Constantino encomendou a Eusébio cinquenta bíblias para a igreja de Constantinopla. Atanásio (Apol. Const. 4) relata escribas alexandrinos em 340 preparando bíblias para Constante. Quase nada mais se sabe, embora haja muita especulação. Por exemplo, especula-se que o pedido tenha motivado listas canônicas e que o Codex Vaticanus e o Codex Sinaiticus seriam exemplares desta encomenda. Juntamente com a Peshitta e o Codex Alexandrinus, as duas são as mais antigas bíblias cristãs existentes.

### Primeiro Concílio de Constantinopla (381)
Este concílio aprovou a forma atual do credo niceno utilizada atualmente pela maior parte das igrejas ortodoxas orientais. A Igreja Ortodoxa também  utiliza o texto do concílio, mas com os verbos que expressam a crença no singular (Πιστεύω - "acredito" - ao invés de Πιστεύομεν - "acreditamos"). O rito latino da Igreja Católica também usa o singular e, com exceção da língua grega, adiciona duas frases: Deum de Deo ("Deus de Deus") e Filioque ("e do Filho"). A forma utilizada pela Igreja Apostólica Armênia, que é parte da Ortodoxia Oriental, tem muitas outras adições e pode ser reminiscente de fórmulas anteriores ao concílio provavelmente originadas nos credos batismais de Constantinopla.
O concílio também condenou o apolinarismo, uma doutrina que ensinava que não havia mente ou alma humana em Cristo. Foi também neste concílio que Constantinopla recebeu a precedência sobre todas as outras igrejas, com exceção de Roma.
Não estavam presentes bispos ocidentais e nem legados papais, mas seus resultados foram aceitos como ecumênicos no ocidente.

### Primeiro Concílio de Éfeso (431)
Teodósio II convocou este concílio para resolver a controvérsia nestoriana. O patriarca de Constantinopla Nestório se opunha ao uso do termo Teótoco (em grego: Θεοτόκος - "portadora de Deus"), que há muito tempo já vinha sendo utilizado pelos escritores ortodoxos e que estava ganhando popularidade juntamente com a devoção de Maria como "Mãe de Deus". Para conter seu uso, ele supostamente teria ensinado que havia duas pessoas distintas no Cristo encarnado - o que é disputado - ao ensinar que Maria seria mãe apenas do Cristo humano, mas não de Deus (Christotokos). Essa visão levava à conclusão que Deus "habitava" um ser humano gerado por Maria.
O concílio depôs Nestório, repudiou seus ensinamentos e proclamou a Virgem Maria como a Teótoco.
Depois de citar o credo niceno em sua forma original, sem as alterações e adições feitas no Primeiro Concílio de Constantinopla, os bispos reunidos declararam que seria "ilegal que qualquer pessoa apresentasse ou escrevesse ou compusesse uma fé diferente (ἑτέραν) como rival à estabelecida pelos santos padres reunidos com o Espírito Santo em Niceia".

### Concílio de Calcedônia (451)
Este concílio repudiou a doutrina de Eutiques conhecida como monofisismo, descreveu e delineou a chamada "União Hipostática" e as duas naturezas de Cristo, a humana e a divina, e adotou o credo calcedoniano. 

#### Contexto
Em novembro de 448, um sínodo em Constantinopla condenou Eutiques como herético. Ele era o arquimandrita (um hegúmeno de um grande mosteiro) em Constantinopla e ensinava que a natureza humana de Cristo havia sido completamente substituída pela divina na encarnação, uma reação extremada ao nestorianismo.
Em 449, Teodósio II convocou um segundo concílio em Éfeso, que inocentou Eutiques e o devolveu para seu mosteiro. Este concílio, cujos resultados foram derrubados em Calcedônia, ficou conhecido como "Sínodo Roubado" ou "Latrocínio de Éfeso". Para os cristãos que aceitam os resultados de Calcedônia (ortodoxos, católicos romanos e maior parte dos protestantes litúrgicos), ele é o quarto concílio ecumênico, enquanto que os que não, como a Ortodoxia Oriental, o Segundo Concílio de Éfeso seria o quarto.

### Segundo Concílio de Constantinopla (553)
Este concílio condenou os chamados "Três Capítulos", obras e autores que foram considerados nestorianos. Era mais uma tentativa do imperador Justiniano I de reconciliar os cristãos monofisistas e que foi mal recebida no ocidente. Quando o concílio foi aceito pelo papa, um grande cisma se seguiu. 

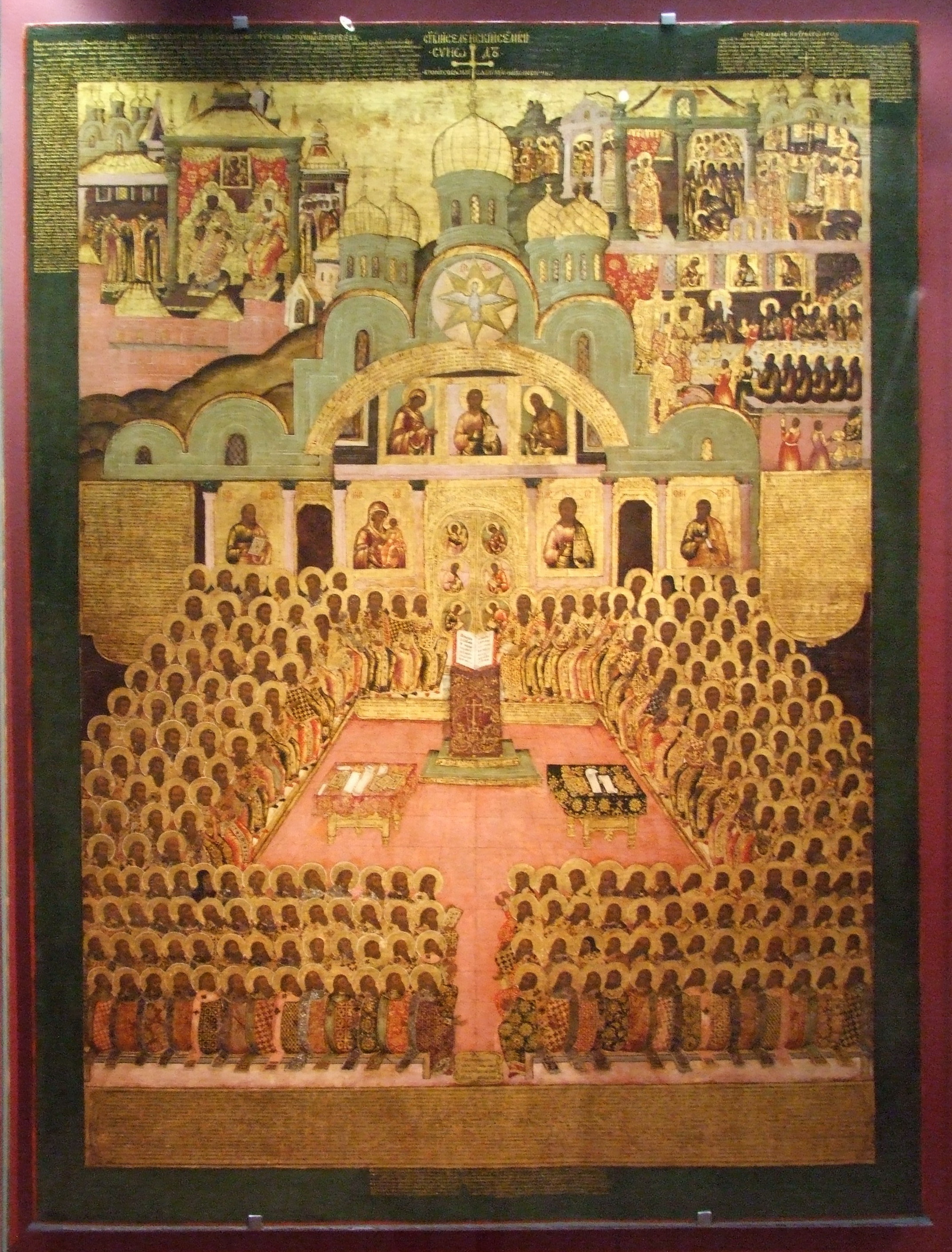
Segundo Concílio de Niceia (787).
Ícone russo do século XVII

#### Três Capítulos
Os "Três Capítulos" eram Teodoro de Mopsuéstia e suas obras, algumas obras específicas de Teodoreto de Ciro e a carta de Ibas de Edessa para Máris de Calcedônia e já antes do Segundo Concílio de Constantinopla vinha ocorrendo uma prolongada controvérsia sobre o tratamento a ser dado aos três casos, todos considerados como simpatizantes do nestorianismo, a heresia que ensinava que havia duas pessoas distintas na encarnação de Cristo. O imperador Justiniano condenou os "Três Capítulos" na esperança de agradar os monofisistas, a crença contrária, que pregava que só havia uma natureza em Cristo  - a divina - e, portanto, a mais feroz opositora dos nestorianos.
Os patriarcas do oriente apoiaram o imperador, mas, no ocidente, a interferência foi ressentida e o papa Vigílio resistiu ao édito afirmando que ele seria contrário aos decretos calcedonianos. A política de Justiniano de fato um ataque à teologia antioquena e às decisões de Calcedônia. O papa finalmente assentiu e condenou os Três Capítulos, mas protestos no ocidente fizeram com que ele voltasse atrás em sua condenação. O imperador convocou então o Segundo Concílio de Constantinopla para resolver a controvérsia.
O concílio, que contou com a presença majoritária de bispos orientais, condenou os Três Capítulos e, indiretamente, o papa Vigílio. Ele também reafirmou a intenção de Constantinopla de permanecer em comunhão com Roma.
Vigílio declarou sua submissão ao concílio assim como seu sucessor, Pelágio I. O concílio em si não foi imediatamente reconhecido como ecumênico no ocidente e a Arquidiocese de Milão e o Patriarcado de Aquileia chegaram a romper com Roma por conta disso. Este cisma só foi resolvido no final do século VI no primeiro caso e no do VII para o segundo.
A política de Justiniano no final fracassou e não conseguiu reconciliar os monofisistas, que permanecem separados dos demais cristãos até hoje.

### Terceiro Concílio de Constantinopla (681)
Este concílio, realizado em 680 e 681, repudiou o monotelismo, uma doutrina que vinha ganhando amplo suporte desde que fora proposta em 638 pelo patriarca Sérgio I de Constantinopla como uma nova tentativa de apelar aos cristãos monofisistas afirmando que Jesus encarnado teria duas naturezas (a divina e a humana), mas teria apenas uma vontade, a divina. 

#### Concílio Quinissexto (692)
O Concílio Quinissexto (também chamado de "Concílio In Trullo") foi realizado em 692 e não foi aceito pelo papa em Roma. Ele tratou basicamente de temas administrativos e serviu para elevar alguns cânones locais ao status de ecumênicos, estabelecer os princípios da disciplina clerical, endereçar a questão do cânon bíblico. Como ele não tratou de assuntos de doutrina, a Igreja Ortodoxa também não o considera como um concílio ecumênico no sentido estrito da palavra e trata-o como uma extensão do quinto e do sexto concílios. 
Foi ali que se sancionou a Pentarquia como o governo da igreja estatal do Império Romano.

### Segundo Concílio de Niceia (787)
Em 753, o imperador Constantino V convocou o Sínodo de Hieria e declarou ali que os ícones de Jesus não lhe eram dignos e que as imagens de Maria e dos santos eram ídolos, iniciando o Iconoclasma bizantino. O concílio em Niceia serviu para restaurar a veneração e condenar a iconoclastia.

## Eventos subsequentes
No século IX, o imperador Miguel III, o Ébrio depôs o patriarca Inácio de Constantinopla e colocou Fócio no seu lugar. O papa Nicolau I declarou inválida a deposição. Depois que Miguel foi assassinado, Inácio foi restaurado. Em 869/870, um concílio em Constantinopla, considerado como ecumênico no ocidente, anatemizou Fócio. Com a morte de Inácio em 877, o próprio Fócio se tornou patriarca e, em 879/880, outro concílio em Constantinopla, que muitos cristãos orientais consideram como ecumênico, anulou a decisão do concílio anterior.